# Cylindrocarpon decumbens
Cylindrocarpon decumbens är en svampart som beskrevs av Wollenw. 1928. Cylindrocarpon decumbens ingår i släktet Cylindrocarpon och familjen Nectriaceae.   Inga underarter finns listade i Catalogue of Life.